# Si Mohammed El Fakih
Pour les articles homonymes, voir Fakih.
Si Mohammed El Fakih, né le 7 février 1990 à Skhirat, est un footballeur marocain évoluant au poste d'attaquant à l'Olympique de Khouribga.

## Biographie
Il participe à la Coupe de la confédération en 2016 avec le club du Kawkab de Marrakech. Lors de cette compétition, il inscrit un but contre le FUS de Rabat.
Il inscrit 12 buts en première division marocaine lors de la saison 2016-2017 avec le Kawkab de Marrakech.